# Chrysosplenium ovalifolium
Chrysosplenium ovalifolium là một loài thực vật có hoa trong họ Saxifragaceae. Loài này được M.Bieb. ex Ledeb. miêu tả khoa học đầu tiên năm 1830.